# Lourdes Viana
María de Lourdes Viana Posades (Juanicó, 10 februari 1990) is een Uruguayaans voetbalspeelster. Ze speelt als aanvaller voor CA Peñarol.
In seizoen 2014/15 van de Primera División van Uruguay was Viana topscoorder met 25 doelpunten.

## Statistieken
| Seizoen | Club       | Land    | Competitie       | Wedstrijden | Doelpunten |
| ------- | ---------- | ------- | ---------------- | ----------- | ---------- |
| 2014/15 | CA Cerro   | Uruguay | Primera División |             |            |
| 2015/16 | Colón FC   | Uruguay | Primera División |             |            |
| 2016/17 | CA Peñarol | Uruguay | Primera División |             |            |
| 2017/18 | CA Peñarol | Uruguay | Primera División |             |            |
| 2018/19 | CA Peñarol | Uruguay | Primera División |             |            |
| 2019/20 | CA Peñarol | Uruguay | Primera División |             |            |
| 2020/21 | CA Peñarol | Uruguay | Primera División |             |            |
| Totaal  | Totaal     | Totaal  | Totaal           | --          | --         |

Laatste update: april 2021

## Interlands
In 2019 kwam Viana uit voor het Uruguayaans voetbalelftal. 